# Токарева, Лариса Дмитриевна
Лариса Дмитриевна Токарева (7 сентября 1947 года, Красноярск — 10 ноября 2023) — художница-постановщица Одесской киностудии, член Одесского отделения НСКУ, Заслуженный деятель искусств Украины (2012).

## Биография
Окончила Красноярское художественное училище имени В.Сурикова (1967), затем художественный факультет ВГИКа (1974). С 1974 года — работала штатной художницей-постановщицей Одесской киностудии. Достаточно много сотрудничала с режиссёром Георгием Юнгвальд-Хилькевичем на его картинах.
Жила и работала в Одессе.

## Фильмография

### Художница-постановщица
- 1975 — «Мальчишки ехали на фронт»
- 1976 — «Туфли с золотыми пряжками»
- 1977 — «Свидетельство о бедности»
- 1978 — «Д’Артаньян и три мушкетёра»
- 1980 — «Петля Ориона»
- 1981 — «Куда он денется!»
- 1982 — «Свадебный подарок»
- 1983 — «Комбаты»
- 1984 — «На миг оглянуться...»
- 1985 — «Матрос Железняк»
- 1986 — «Точка возврата»
- 1987 — «В Крыму не всегда лето»
- 1989 — «Гу-га»
- 1990 — «Каталажка»
- 1990 — «Неустановленное лицо»
- 1992 — «Мушкетёры двадцать лет спустя»
- 1993 — «Тайна королевы Анны, или Мушкетёры тридцать лет спустя»
- 1993 — «Дафнис и Хлоя»
- 1993 — «Сделай мне больно»
- 1999 — «Большое осеннее поле»
- 2008 — «Улыбка Бога, или Чисто одесская история»
- 2009 — «Женить Казанову»
- 2009 — «Йохан да Мария»[1][2]